# Lijst van burgemeesters van Tholen
Dit is een lijst van burgemeesters van de Nederlandse gemeente Tholen in de provincie Zeeland.
| Ambtsperiode | Naam burgemeester                                 | Partij of stroming | Bijzonderheden                                                      |
| ------------ | ------------------------------------------------- | ------------------ | ------------------------------------------------------------------- |
| 1824 - 1825  | Michiel Carel Jan van der Burcht van Lichtenbergh |                    |                                                                     |
| 1825 - 1853  | mr. Krijn Wagtho                                  |                    |                                                                     |
| 1853 - 1896  | Cornelis Jacobus de Vulder van Noorden            |                    | tevens burgemeester van Oud-Vossemeer (1860-1896)                   |
| 1896 - 1914  | Marinus Gerard van Stapele                        |                    |                                                                     |
| 1914 - 1920  | Johannis Willem Wagtho                            |                    |                                                                     |
| 1921 - 1924  | J.G. Diepenhorst                                  | ARP                |                                                                     |
| 1924 - 1964  | A.J. van der Hoeven                               |                    |                                                                     |
| 1964 - 1978  | Jaap (J.E.) van Boeijen                           | CHU                | werd burgemeester van Harderwijk                                    |
| 1978 - 1985  | Evert (E.) Baerends                               | ARP / CDA          | In het ambt overleden op 18 september 1985.                         |
| 1986 - 2000  | Henk (H.A.) van der Munnik                        | CDA                | was burgemeester van de gemeenten Bierum en 't Zandt                |
| 2000 - 2014  | Willem (W.) Nuis                                  | RPF / ChristenUnie |                                                                     |
| 2014 - 2020  | Ger (G.J.) van de Velde-de Wilde                  | VVD                | was burgemeester van de gemeenten Goedereede en Albrandswaard (wnd) |
| 2020 - heden | Marleen (M.L.P.) Sijbers                          | VVD                | was burgemeester van de gemeente Sint Anthonis                      |